# 영덕별신굿
영덕별신굿(盈德別神굿)은 대한민국 경상북도 영덕군 영해면 지역에서 행해지는 동해안별신굿의 한 종류로 음력 3월에 행해진다. 1980년 12월 30일 경상북도의 무형문화재 제3호 영해별신굿놀이로 지정되었으나, 2015년 2월 2일 영덕별신굿으로 명칭이 변경되었다.

## 개요
별신굿이란 3년이나 5년 혹은 10년마다 마을의 수호신에게 마을의 평화와 풍년을 기원하는 굿이다. 고대에는 부여의 영고(迎鼓)·고구려의 동맹(東盟)과 같이 국가에서 행해지던 제사의식이었으나, 후에는 하회마을별신굿과 같은 마을행사로 축소되었고 또한 용왕과 산신 등에게 마을의 평화와 풍어(豊漁)를 기원하고 바다에서 죽은 자의 영혼을 위로하는 해변 어촌의 행사로 변천해 갔다. 우리나라 해안지방에서는 동해안별신굿과 남해안별신굿으로 나뉘어 전해지고 있다.
영해별신굿놀이는 동해안별신굿의 한 종류로 음력 3월에 행해진다. 굿은 굿이 행해지는 곳의 나쁜 기운을 씻어내는 부정굿, 마을의 수호신을 모셔오는 골매기 청좌굿, 신과 인간을 화해시키는 화해굿, 시준굿 또는 중굿이라고도 불리는 세존굿, 조상신에 대한 조상굿, 가옥을 관장하는 성주신에게 바치는 성주굿, 천왕신에 대한 천왕굿, 눈병을 없애주는 굿거리인 심청굿, 무녀가 축원을 한 뒤 놋대야를 입에 무는 놋동이굿, 마마를 앓게 하는 손님신에 대한 손님굿, 용왕신에 대한 용왕굿, 신들을 따라 다니는 수비들을 풀어먹이는 거리굿의 순서로 진행된다.

## 지정명칭 변경
영해별신굿 놀이는 1980년 12월 30일 경상북도 무형문화재 제3호로 지정되었다. 당시 조사자의 의견서에 따르면, 보유자였던 송동숙이 연희와 조화부분에 뛰어났기 때문에 그가 거주하는 영해의 지명과 별신굿, 그리고 놀이를 조합하여‘영해별신굿놀이’로 문화재 명칭을 정한 것으로 보인다. 그러나 지정 당시 송동숙과 그 가족이 동해안 별신굿을 하는 세습무(世襲巫) 집단이지만, 영해에 거주한다는 이유로‘영해별신굿놀이’로 한 것은 재론의 여지가 있어 보인다.
일반적으로 지정명칭은 시군을 단위로 지역성을 표기하므로 영해를 영덕으로 변경하고, 민속행사가 굿놀이가 아니고 굿이기 때문에 놀이를 삭제시켜“영덕별신굿”으로 도지정무형문화재 지정명칭을 변경하였다.

## 참고 자료
- 영해별신굿놀이 - 국가유산청 국가유산포털